# Renault NN
O Renault NN foi um carro compacto produzido pelo fabricante francês Renault entre 1924-1930. Este carro também é conhecido pelo nome de Renault 6 CV, ele foi apresentado pela primeira vez no Mondial de l'Automobile de Paris de 1924 como o sucessor do Renault Type KJ e o Type MT. Era uma versão alongada do Renault MT, com uma distância entre eixos extra de 200 mm (7,9 pol.) e a adição de freios nas rodas dianteiras.